# Salto de esqui nos Jogos Olímpicos de Inverno de 2022
As competições do salto de esqui nos Jogos Olímpicos de Inverno de 2022 foram realizadas no Centro Nacional de Salto de Esqui, localizando em Zhangjiakou, Hebei, entre 5 e 14 de fevereiro. Um total de cinco eventos estiveram em disputa, um a mais com relação a edição anterior, após o Comitê Olímpico Internacional incluir a prova por equipes mistas da pista normal em julho de 2018.

## Programação
A seguir está a programação da competição para os cinco eventos da modalidade.
Horário local (UTC+8).
| Data            | Horário | Evento                                           |
| --------------- | ------- | ------------------------------------------------ |
| 5 de fevereiro  | 14:20   | Pista normal individual masculino – qualificação |
| 5 de fevereiro  | 18:45   | Pista normal individual feminino – qualificação  |
| 5 de fevereiro  | 18:45   | Pista normal individual feminino – final         |
| 6 de fevereiro  | 19:00   | Pista normal individual masculino – final        |
| 7 de fevereiro  | 19:45   | Pista normal por equipes mistas – qualificação   |
| 7 de fevereiro  | 20:50   | Pista normal por equipes mistas – final          |
| 11 de fevereiro | 19:00   | Pista longa individual masculino – qualificação  |
| 12 de fevereiro | 19:00   | Pista longa individual masculino – final         |
| 14 de fevereiro | 19:00   | Pista longa por equipes masculino – final        |

## Qualificação
Um máximo de 105 saltadores (65 homens e 40 mulheres) puderam se qualificar para os eventos de salto de esqui. As vagas foram alocadas usando a Lista de Alocação de Cotas Olímpicas, que é calculada usando as classificações na Copa do Mundo, no Grand Prix de Saltos de Esqui da FIS e nas copas continentais das temporadas 2020–21 e 2021–22 somadas.

## Medalhistas
Masculino
| Evento                           | Ouro                                                          | Prata                                                    | Bronze                                                                       |
| -------------------------------- | ------------------------------------------------------------- | -------------------------------------------------------- | ---------------------------------------------------------------------------- |
| Pista normal individual detalhes | Ryōyū Kobayashi JPN Japão                                     | Manuel Fettner AUT Áustria                               | Dawid Kubacki POL Polônia                                                    |
| Pista longa individual detalhes  | Marius Lindvik NOR Noruega                                    | Ryōyū Kobayashi JPN Japão                                | Karl Geiger GER Alemanha                                                     |
| Pista longa por equipes detalhes | Stefan Kraft Daniel Huber Jan Hörl Manuel Fettner AUT Áustria | Lovro Kos Cene Prevc Timi Zajc Peter Prevc SLO Eslovênia | Constantin Schmid Stephan Leyhe Markus Eisenbichler Karl Geiger GER Alemanha |

Feminino
| Evento                           | Ouro                       | Prata                          | Bronze                     |
| -------------------------------- | -------------------------- | ------------------------------ | -------------------------- |
| Pista normal individual detalhes | Urša Bogataj SLO Eslovênia | Katharina Althaus GER Alemanha | Nika Križnar SLO Eslovênia |

Misto
| Evento                            | Ouro                                                          | Prata                                                           | Bronze                                                                            |
| --------------------------------- | ------------------------------------------------------------- | --------------------------------------------------------------- | --------------------------------------------------------------------------------- |
| Pista normal por equipes detalhes | Nika Križnar Timi Zajc Urša Bogataj Peter Prevc SLO Eslovênia | Irma Makhinia Danil Sadreev Irina Avvakumova Evgenii Klimov ROC | Alexandria Loutitt Matthew Soukup Abigail Strate Mackenzie Boyd-Clowes CAN Canadá |

## Quadro de medalhas
| Ordem | País          | Medalha de ouro | Medalha de prata | Medalha de bronze |    | Ordem por total |
| ----- | ------------- | --------------- | ---------------- | ----------------- | -- | --------------- |
| 1     | SLO Eslovênia | 2               | 1                | 1                 | 4  | 1               |
| 2     | AUT Áustria   | 1               | 1                |                   | 2  | 3               |
|       | JPN Japão     | 1               | 1                |                   | 2  | 3               |
| 4     | NOR Noruega   | 1               |                  |                   | 1  | 5               |
| 5     | GER Alemanha  |                 | 1                | 2                 | 3  | 2               |
| 6     | ROC           |                 | 1                |                   | 1  | 5               |
| 7     | CAN Canadá    |                 |                  | 1                 | 1  | 5               |
|       | POL Polônia   |                 |                  | 1                 | 1  | 5               |
| TOTAL | TOTAL         | 5               | 5                | 5                 | 15 | —               |